# 1971 у науці
1971 рік у науці

## Події

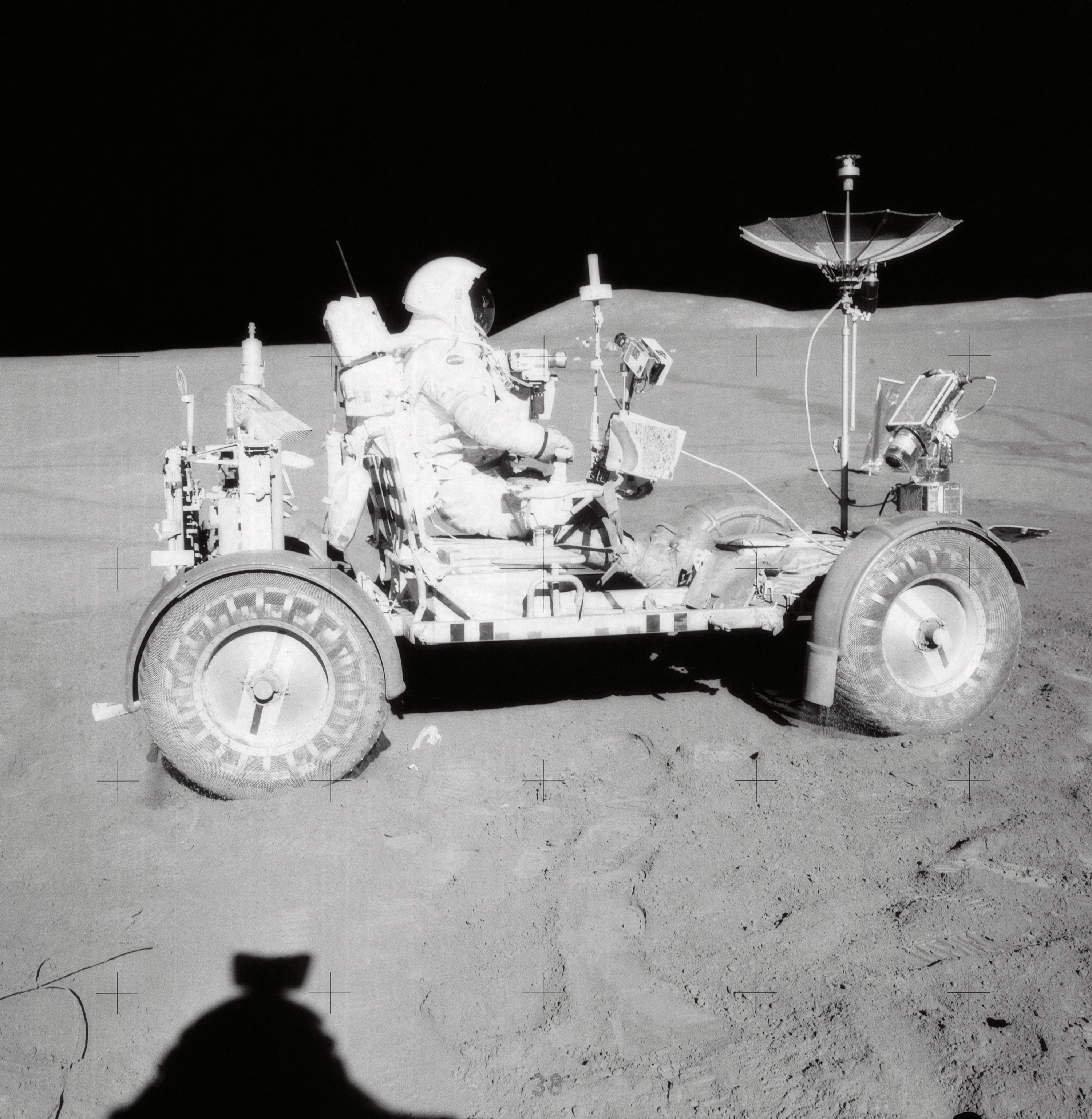
Місія «Аполлон-15». Місячний автомобіль.

- 31 січня запущений «Аполлон-14». 5 лютого місячний модуль здійснив посадку на Місяць. Зібрано 42.9 кг місячних порід. Астронавти повернулися на Землю 9 лютого.
- 22 квітня з космодрому Байконур запущено космічний корабель «Союз-10» з екіпажем Володимир Шаталов, Олексій Єлісеєв, Микола Рукавишніков. 24 квітня відбулося стикування «Союз-10» з орбітальною станцією «Салют-1». Увійти на станцію екіпаж не зміг через несправність стикувального механізму.
- 19 травня запущена радянська автоматична міжпланетна станція «Марс-2». 27 листопада через помилки у програмі апарат розбився на поверхні Марса. «Марс-2» став першим штучним предметом на планеті.
- 28 травня запущена радянська автоматична міжпланетна станція «Марс-3». 2 грудня була здійснена перша у світі м'яка посадка на поверхню Марса.
- 30 травня запущена американська автоматична міжпланетна станція «Марінер-9». 14 листопада він досяг орбіти Марса, ставши першим космічним апаратом на орбіті планети. Апарат передав в цілому 7 329 зображень Марса, покривши близько 80 % поверхні планети.
- 6 червня з космодрому Байконур запущено космічний корабель «Союз-11» з екіпажем Георгій Добровольський, Владислав Волков, Віктор Пацаєв. 7 червня здійснено стикування з першою орбітальною станцією «Салют-1». 29 червня спусковий апарат «Союз-11» приземлився, але весь екіпаж загинув через розгерметизацію.
- 26 липня запущений «Аполлон-15». 30 липня місячний модуль здійснив посадку на Місяць. Вперше в ході місії використано місячний автомобіль. Зібрано 76,8 кг місячних порід. Астронавти повернулись на Землю 7 серпня.
- Див. також: Навчальні заклади, засновані 1971 року.

## Наукові нагороди 1971 року

### Лауреати Нобелівської премії
- З фізики:
  - Денніс Габор (Велика Британія) — «За винахід і розробку голографічного методу»
- З хімії:
  - Ґергард Герцберґ (Канада) — «За його внесок в розуміння електронної структури і будови молекул, особливо вільних радикалів»
- З фізіології та медицини
  - Ерл Сазерленд (США) — «За відкриття, що стосуються механізмів дії гормонів»
- З економіки
  - Саймон Кузнець (США, випускник Харківського комерційного інституту) — «За емпірично обґрунтоване тлумачення економічного зростання»

### Премія Тюрінга
- Джон Маккарті (США) — За лекцію «Теперішній стан досліджень штучного інтелекту»

### Медаль Коплі
- Норман Пірі — як визнання видатного внеску у біохімію і, зокрема, за висвітлення природи рослинних вірусів

### Золота медаль Королівського астрономічного товариства
- Френк Прес
- Річард Вуллі

### Медаль Еддінгтона
- Десмонд Кінг-Геле

### Медаль Кетрін Брюс
- Джессі Леонард Грінстейн (США)

### Премії НАН України імені видатних учених України
Докладніше: Премії НАН України імені видатних учених України — лауреати 1971 року

### Державна премія України в галузі науки і техніки
Докладніше: Державна премія України в галузі науки і техніки — лауреати 1971 року

## Народились
- Аріон Оксана Василівна — український географ, фахівець у галузі ґрунтознавства та географії ґрунтів, рекреаційної географії, географії туризму.
- Гаврилів Тимофій Іванович — український письменник, перекладач, колумніст, блогер, літературо- та культурознавець.
- Гай-Нижник Павло Павлович — український історик, поет.
- Жмундуляк Дмитро Дмитрович — український фольклорист, педагог, архівіст.
- Марценюк Василь Петрович — доктор технічних наук, професор, проректор з наукової роботи, завідувач кафедри медичної інформатики Тернопільського державного медичного університету імені І. Я. Горбачевського.
- Надтока Олександр Михайлович — український історик, політик.
- Слюсарчук Андрій Тихонович — український нейрофізіолог.

## Померли
- Арне Тіселіус — шведський біохімік, член Шведської академії наук, лауреат Нобелівської премії з хімії 1948 року.
- Балика Дмитро Андрійович — український і російський бібліотекознавець та бібліограф.
- Барабашов Микола Павлович — український астроном, академік АН УРСР.
- Бельтюкова Клавдія Гнатівна — український біолог
- Бернардо Альберто Усай — аргентинський фізіолог, лауреат Нобелівської премії з фізіології і медицини 1947 року.
- Бойчук Авксентій — український священик, педагог, церковний діяч, доктор богослов'я.
- Бєлоусов Володимир Олександрович — український радянський педіатр, заслужений діяч науки УРСР, член-кореспондент АМН СРСР.
- Венделл Мередіт Стенлі — американський вірусолог і біохімік, лауреат Нобелівської премії з хімії 1946 року.
- Вільям Лоренс Брегг — британський фізик, лауреат Нобелівської премії з фізики 1915 року.
- Вінценз Станіслав — польський письменник, філософ, перекладач.
- Едгар Бейн — американський металург-новатор, член Національної академії наук США.
- Зеров Дмитро Костянтинович — український ботанік, академік АН УРСР.
- Карл Блеген — американський археолог, автор праць з найдавнішої історії Греції.
- Касименко Олександр Карпович — український історик.
- Копнін Павло Васильович — радянський філософ, засновник сучасної київської філософської школи, академік АН УРСР.
- Кранжалов Дмитро — румунський і чеський мовознавець-славіст.
- Кучабський Василь — український історик, публіцист, політик і громадський і військовий діяч.
- Пауль Каррер — швейцарський хімік-органік, математик і біохімік, лауреат Нобелівської премії з хімії 1937 року.
- Погребиський Йосип Бенедиктович — радянський математик, історик науки і шахіст.
- Раєвський Олександр Миколайович — український психолог.
- Свириденко Павло Олексійович — український зоолог, академік АН УРСР.
- Славін Лазар Мойсейович — археолог, член-кореспондент АН УРСР.
- Тамм Ігор Євгенович — радянський фізик-теоретик
- Теодор Сведберг — шведський фізико-хімік, член Шведської академії наук, лауреат Нобелівської премії з хімії 1926 року.
- Янгель Михайло Кузьмич — радянський вчений-механік, конструктор у галузі ракетно-космічної техніки.